# Bedretto
Bedretto es una comuna suiza situada en el distrito de Leventina, en el cantón del Tesino. Tiene una población estimada, a fines de 2023, de 101 habitantes.